# Битка за Ћафу Прушит
Битка за Ћафу Прушит је био војни сукоб током Побуне на Косову и Метохији (1995–1998), 6. маја 1997, близу граничног насеља Ћафа Прушит између Ослободилачке војске Косова и  Полиције Србије.

## Позадина сукоба
Како су се тензије на Косову током деведесетих, Ослободилачка војска Косова (ОВК) настојала је да изазове српске снаге организованим оружаним отпором. 6. маја 1997. године, група ОВК терориста, међу којима су били Луан Харадинај, Рамуш Харадинај, Фехми Ладровци, Ксеве Краснићи-Ладровци, Илаз Кодра и Али Ахмети, покушала да пређе границу код села Влахна и настави ка селу Кужину. Ова акција је била део шире стратегије ОВК за обезбеђивање стратешких линија и праваца.

## Заседа
Српске војне и полицијске снаге, свесне активности ОВК у региону, поставили су заседу дуж планиране руте групе. Током сукоба који је уследио, Луан Харадинај је погинуо, док су други борци, укључујући његовог брата Рамуша Харадинаја и Фехмија Ладровција, задобили повреде. Упркос снажним српским артиљеријским нападима, поражени борци су успели да се врате и извуку тело Луана Харадинаја и сахране га у селу Влахну.